# .tt
.tt は、インターネットのドメインネームシステム（DNS）においてトリニダード・トバゴに割り当てられた国別コードトップレベルドメイン（ccTLD）です。
トリニダード・トバゴ・ネットワークインフォメーションセンター（TTNIC）では、以下の第二レベルドメインおよび第三レベルドメインの登録が可能です：
co.tt、com.tt、org.tt、net.tt、biz.tt、info.tt、pro.tt、int.tt、coop.tt、jobs.tt、mobi.tt、travel.tt、museum.tt、aero.tt、tel.tt、name.tt。
これらのドメインへの登録に制限はなく、TTNICは申請者がトリニダード・トバゴ国内に所在することを要求しません。ただし、国外の住所で登録する場合は費用が2倍になります。
さらに、以下の専用ドメインも存在します：
- mil.tt：トリニダード・トバゴ軍関連組織専用
- edu.tt：トリニダード・トバゴの教育機関向け[3]
- gov.tt：政府機関専用

.ttを活用したドメインハックの例としては、以下のようなものがあります：
- ift.tt：IFTTTのURL短縮サービス
- mi.tt：2012年アメリカ大統領選挙におけるミット・ロムニー陣営のキャンペーン用[4]